# Hélène Krzyżanowska
Marie Louise Hélène Krzyżanowska, née le 4 août 1867 à Courbevoie et morte le 18 janvier 1937 à Rennes, est une pianiste et compositrice polonaise.

## Biographie
Fille de François Krzyżanowski (1838-1908), ancien capitaine (de la branche familiale de Dębno), et de Joséphine Marie Kałużyńska (1843-1907), Hélène est née en 1867, un an après le mariage de ses parents. Son frère Michel est né en 1873.
C'est à l'âge de 13 ans qu'elle reçoit sa première ovation en remportant, au Conservatoire de Paris, sa première médaille dans la catégorie Chant.
Au piano, elle est l'élève de Félix Le Couppey puis d'Antoine-François Marmontel au Conservatoire de Paris. Elle y obtient un 1er accessit en 1881, un 2d prix en janvier 1883 et un 1er prix en 1885. Elle apprend la composition musicale auprès d'Ernest Guiraud. Elle donne son premier concert en 1885.
À partir de 1900, elle est professeur du cours supérieur de piano au Conservatoire de Rennes.
En l'espace d'un an, elle perd ses parents en 1907-1908. 
Elle compose principalement des œuvres pour piano, des œuvres de chambre, ainsi qu'une sonate pour violoncelle dédiée à Hippolyte Lopes violoncelle solo des Concerts Colonne et de l'Opéra Comique et une autre pour violon et quelques chansons.
Elle est décorée de l'Ordre Polonia Restituta.
Elle est morte à son domicile, rue du Bois Rondel, à l'âge de 69 ans. Elle est inhumée le 21 janvier dans le cimetière du Nord, à Rennes

## Compositions
parmi lesquelles:
- Chevauchée nocture, pour piano. (Op. 53) - 1938
- Chasse fantastique, pour piano. (Op. 45) - 1925